# Dysdera andamanae
Dysdera andamanae es una especie de arañas araneomorfas de la familia Dysderidae.

## Distribución geográfica
Es endémica de Gran Canaria (España).